# Mary Louisa Armitt
Mary Louisa Armitt (31 juillet 1851 - 24 septembre 1911) est une polymathe britannique. Elle est enseignante, écrivaine, ornithologue et philanthrope. Elle est la fondatrice de la bibliothèque Armitt, à Ambleside.

## Biographie
Armitt est née à Salford, Lancashire en 1851. Elle est l'une des trois filles de William et Mary Ann Armitt (née Whalley). Les trois filles écrivent et elles ont toutes fréquenté la Islington House Academy, mais chacune s'est spécialisée dans un sujet différent . Cette académie est à Salford et elle forme des gens à enseigner selon les principes pestalozziens. Sophia, née en 1847, étudie la botanique et l'art tandis que sa sœur cadette Annie Maria, née en 1850, étudie la littérature anglaise. Mary, connue sous le nom de Louie, est la plus jeune et excelle en musique et en histoire naturelle. Elle fait ses études au Mechanics 'Institute de Manchester dès qu'elle est majeure .
Les trois sœurs sont toutes adolescentes à la mort de leur père. Ils sont bien éduqués et créent une école à Eccles dans le Lancashire. L'aîné des enfants de l'école a quatorze ans, soit seulement un an de moins qu'Armitt. Les trois filles passent leur temps libre à assister à des récitals, des expositions d'art et des conférences. Elles écrivent, dessinent et discutent d'histoire naturelle lors de réunions. Armitt et Sophie discutent tous deux de leurs ambitions avec John Ruskin, qui encourage Sophie à étudier l'art mais dit à Armitt de ne pas écrire mais de se consacrer aux activités féminines. Heureusement, Armitt ignore finalement les conseils de Ruskin et commence à contribuer régulièrement au Manchester City News en 1877 . Elle est aidée dans ses études par une bourse du Trinity College de Cambridge et en devenant lectrice à la Bibliothèque Bodléienne d'Oxford .
L'un des domaines d'étude notables d'Armitt est la musique. Elle écrit un certain nombre d'articles sur l'histoire de la musique et est également critique musicale pour le Manchester City News .
En 1886, Armitt et Sophie se retirent à Hawkshead, près de l'endroit où Annie vit déjà, et poursuivent leurs engagements culturels, discutant avec des artistes, des écrivains et des pédagogues comme Charlotte Mason et Frances Arnold. Mason, qui dirige une école pour gouvernantes, publie Parents Review et Mary y contribue par des articles. En 1894, Annie est veuve et emménage avec ses sœurs  et Armitt est si affectée de troubles cardiaques qu'elle ne peut pas voyager loin. Elle atténue cela en rejoignant la bibliothèque de Londres . En 1897, elle publie Studies of Lakeland Birds, un livre rassemblant des articles de la Westmorland Gazette .

## Mort et héritage
Armitt est morte à Rydal en 1911 et est enterré à Ambleside. À ce moment-là, sa bibliothèque comprend deux collections antérieures datant de 1828 et 1882. Cette dernière est la bibliothèque Ambleside de John Ruskin, et la première est une des premières collections de l'Ambleside Book Club à laquelle William Wordsworth a été abonné. La bibliothèque Armitt est officiellement ouverte en 1912 . Le 8 novembre 1912, un ami des Armitt, le chanoine Hardwicke Rawnsley, le cofondateur du National Trust, lit son poème en guise de célébration.
Les "deux esprits sœurs heureux" sont Armitt, décédée l'année précédente, et Sophie, décédée en 1908 .
En 1912, l'histoire d'Armitt de l'Église St Oswald de Grasmere est publiée à titre posthume .
En 1916, Willingham Franklin Rawnsley termine l'édition des notes d'Armitt sur l'histoire locale, qu'elle a partiellement étudiées à Rydal Hall .